# Armoiries de la Pologne
 (mai 2020).
Si vous disposez d'ouvrages ou d'articles de référence ou si vous connaissez des sites web de qualité traitant du thème abordé ici, merci de compléter l'article en donnant les références utiles à sa vérifiabilité et en les liant à la section « Notes et références ».
Les  armes de la Pologne sont blasonnées ainsi : de gueules à l'aigle d'argent, armée, becquée et couronnée d'or.
En Pologne il est communément appelé Aigle Blanc (en polonais Orzeł Biały).

## Significations
Selon la légende, l'aigle blanche serait née quand Lech, le mythique fondateur de la Pologne, vit un nid d'aigle blanc et, le considérant de bon augure, fonda la ville de Gniezno (gniazdo qui veut dire nid en polonais). Au moment où l'aigle déploya ses ailes pour s'envoler dans le ciel, un rayon de soleil couchant rouge illumina ses ailes, de telle manière qu'elles paraissaient dorées ; mais le reste de son corps était blanc.

## Histoire
Les premières preuves d'existence de l'aigle sont les objets d'or trouvés par les nazis dans un petit village historique polonais, Biskupin, lors de l'occupation du territoire polonais durant la Seconde Guerre mondiale.[réf. nécessaire]
Julian Rudowski, pilote dans l'armée française abattu en 1917 lors de la bataille de la Somme avait sur son avion le blason avec l'aigle blanche.
La version actuelle de l'aigle fut instaurée par un amendement constitutionnel en 1927. En 1945, le nouveau gouvernement communiste supprima la couronne sur la tête de l'aigle qui était considérée comme un symbole monarchique et donc contraire à l'égalité que prônait le nouvel État socialiste. De plus ils remplacèrent la cocarde présente sur ses ailes par une étoile rouge. En 1990 après le retour de la démocratie la couronne revint ; la version actuelle est la même que celle de 1927, avec quelques retouches esthétiques mineures.

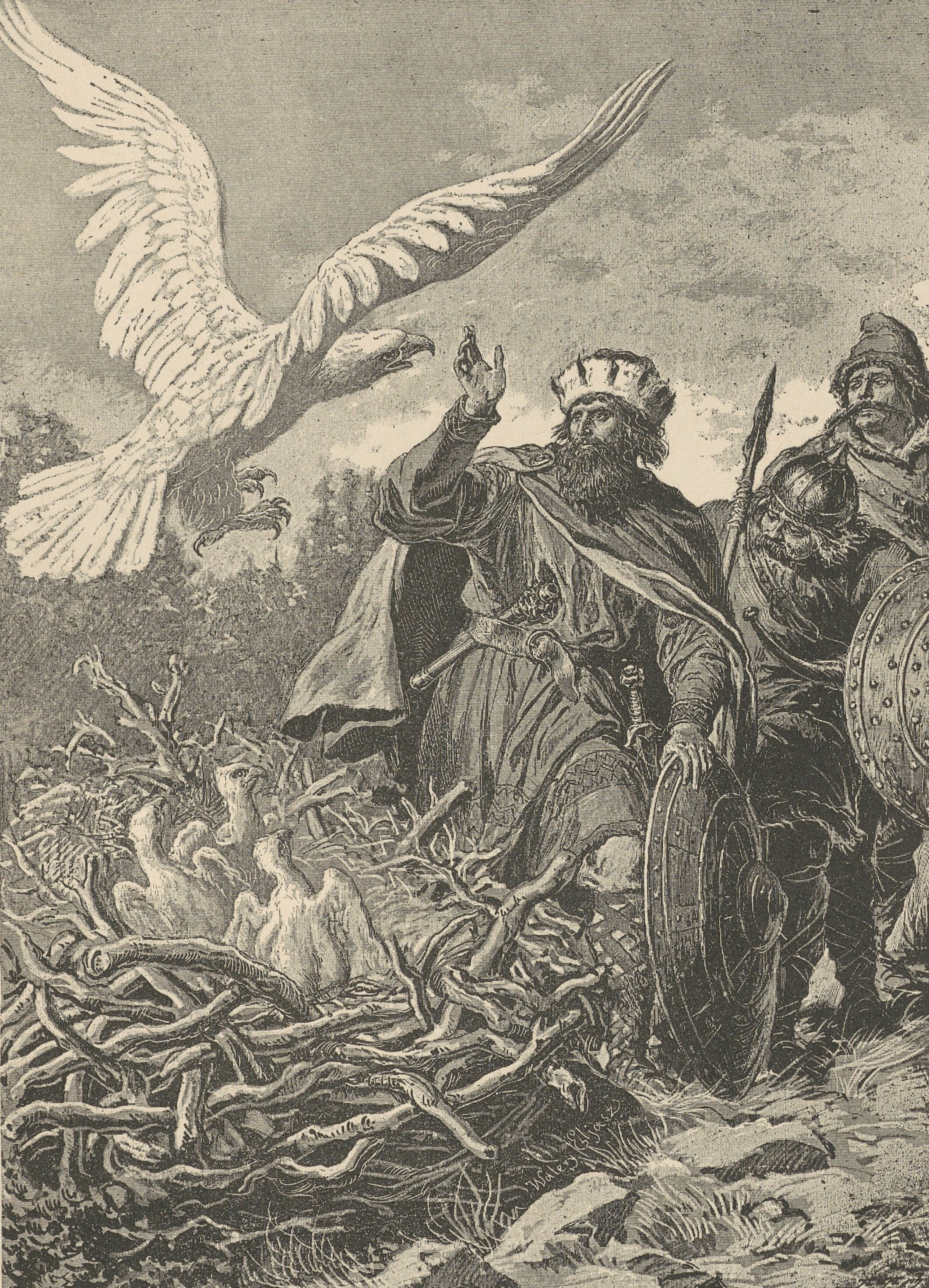
Lech (Lech, Čech et Rus)
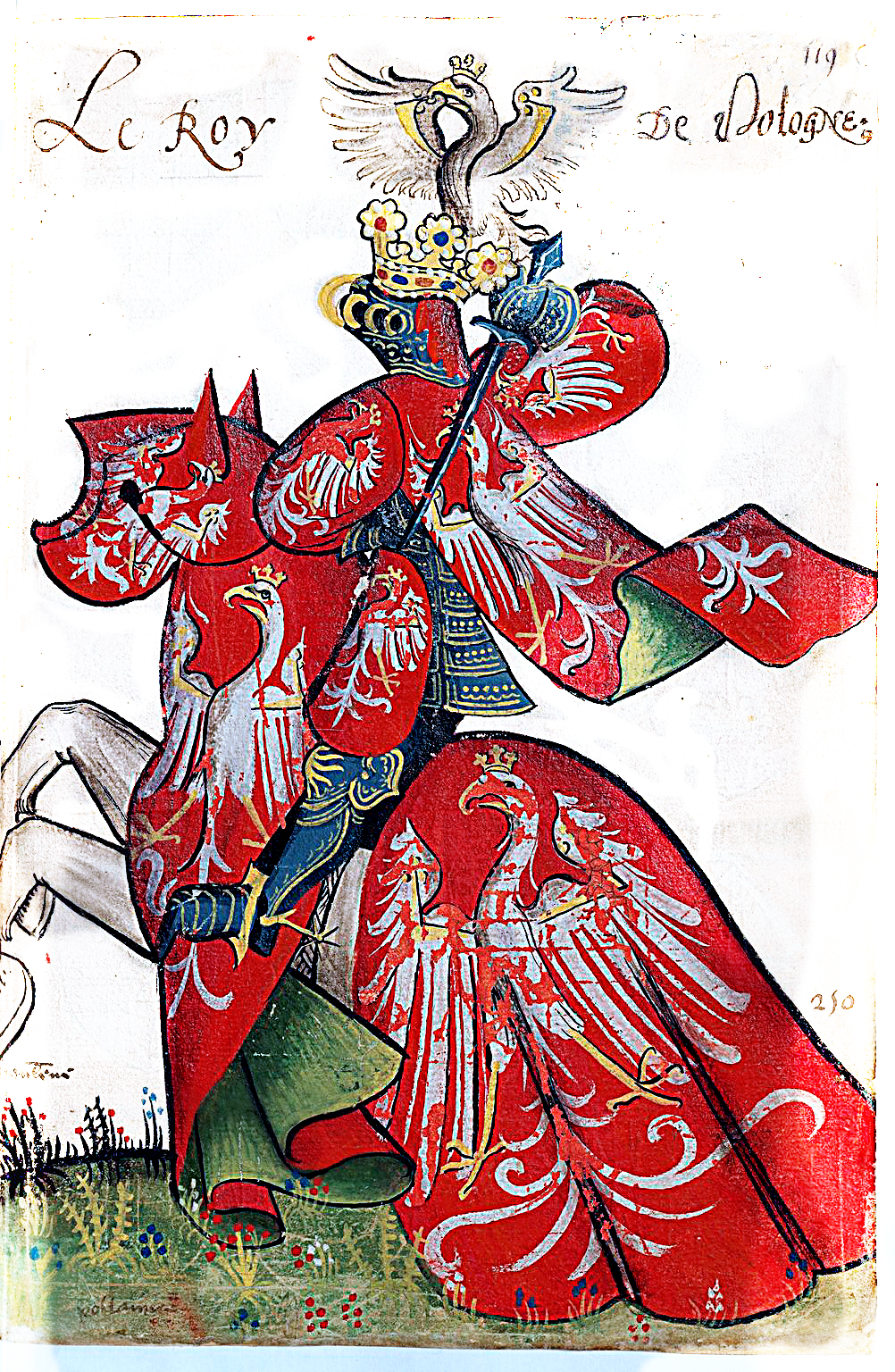
Roi de Pologne en tenue tournamentale
Blason de la Deuxième république de Pologne, (1919-1927)
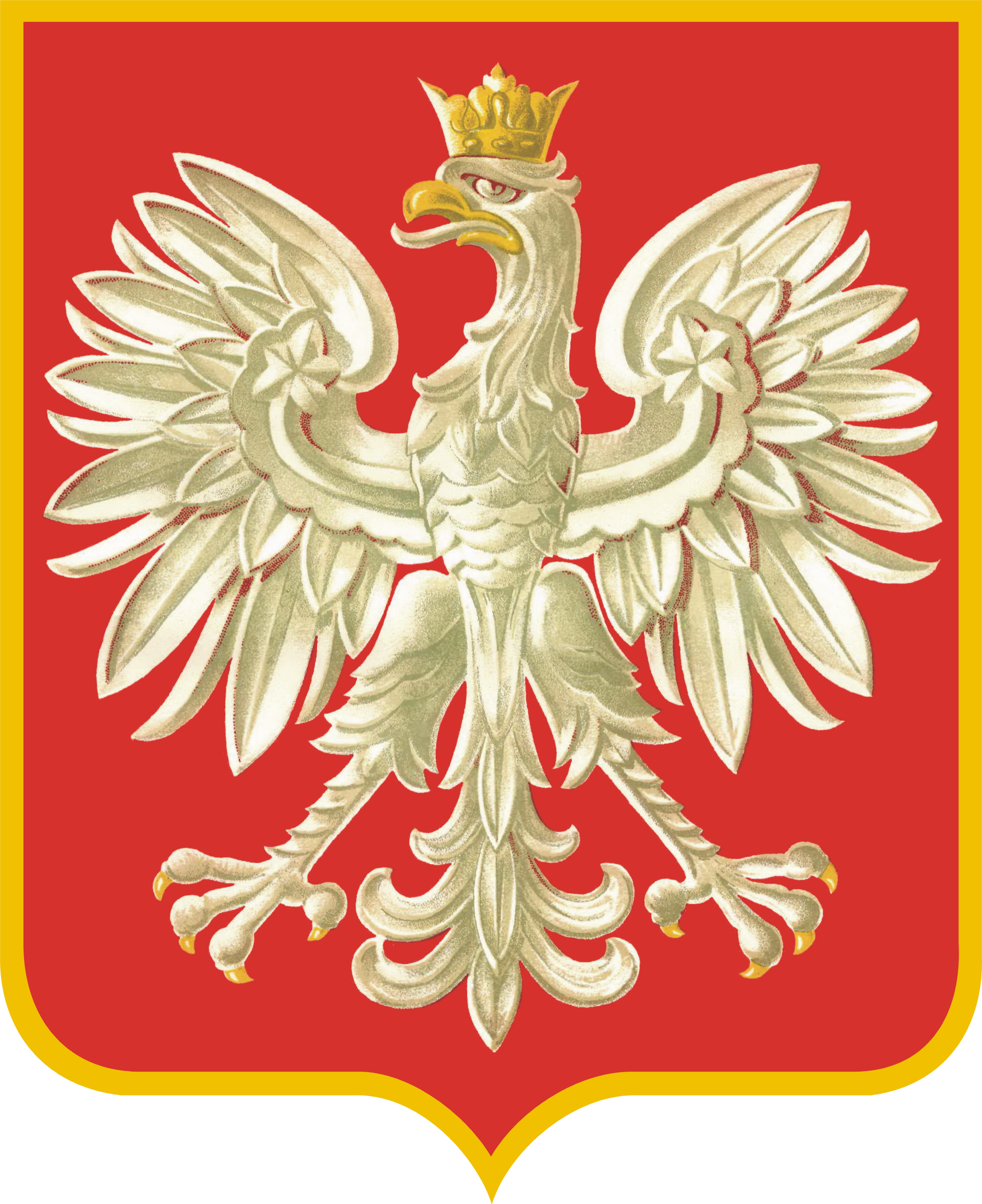
Blason de la Deuxième république de Pologne, (1927-1939)
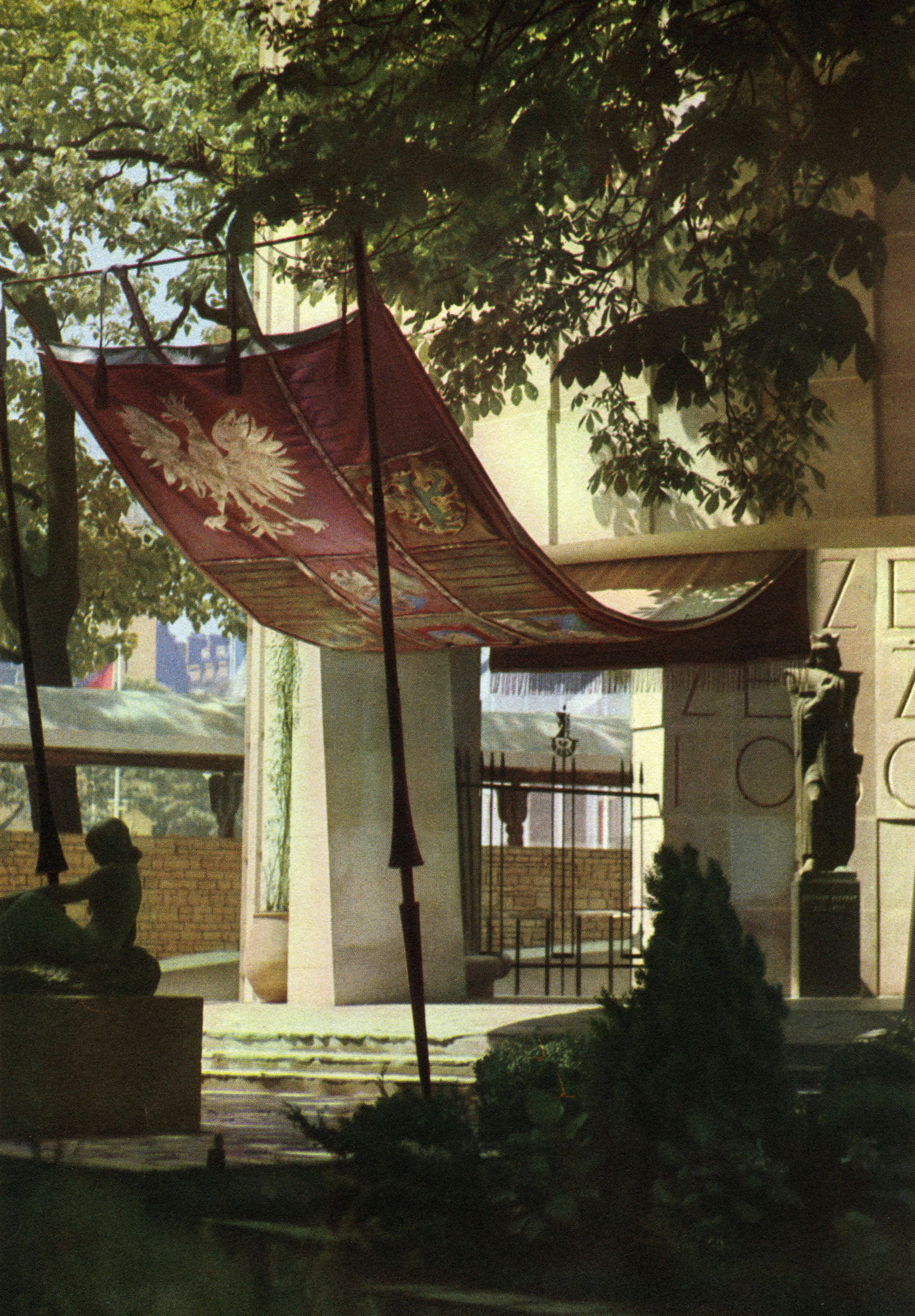
Armoiries de la Pologne, Paris, 1937
Blason de la République populaire de Pologne (1945-1989)
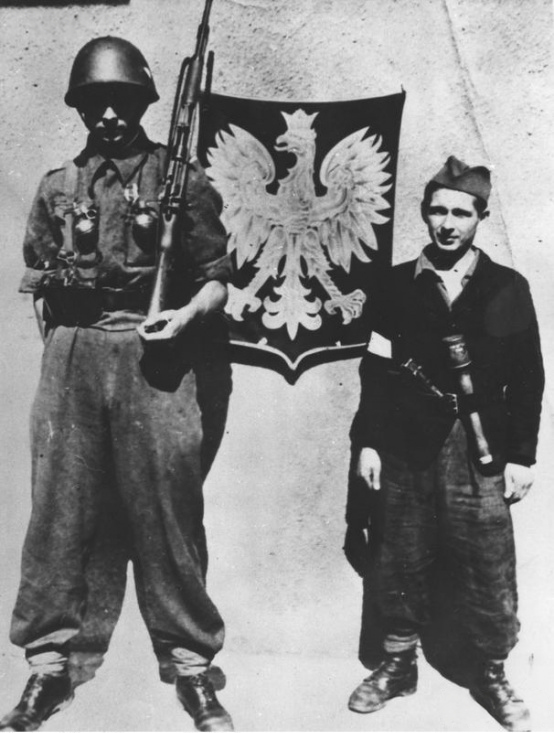
Soldats polonais et armoiries de la Pologne. Insurrection de Varsovie (1944).